# 4ever Hilary Duff
4ever Hilary Duff è la seconda raccolta della cantante pop statunitense Hilary Duff, pubblicato il 12 maggio 2006 dall'etichetta discografica EMI esclusivamente in Italia.
La raccolta è stata pubblicata dopo il successo della raccolta Most Wanted, il primo cd della cantante pubblicato in Italia, che ha riscosso grande successo commerciale. Il disco raccoglie infatti i singoli e i brani più importanti dell'artista pubblicati prima del suo debutto in Italia, per permettere al pubblico di conoscere il repertorio dell'artista.
Il disco ha esordito alla dodicesima posizione degli album più venduti.
È stato pubblicato anche in versione DVD contenente un'intera tappa del Metamorphosis Tour e alcuni videoclip della cantante.

## Tracce
CD (Virgin 3651852 (EMI) / EAN 0094636518527)
1. Fly
2. Weird
3. Our Lips Are Sealed (feat. Haylie Duff)
4. Shine
5. Someone's Watching over Me
6. Anywhere But Here
7. Who's That Girl (Acustic Version)
8. Jericho (Remix 2005)
9. Sweet Sixteen
10. SuperGirl (Exclusive Track)
11. Come Clean (Joe Bermudez & Josh Harris Main Mix)
12. Wake Up (DJ Kaya Long-T Remix)
13. Beat of My Heart (Sugarcookie Remix)
14. So Yesterday (Radio Remix)
15. Fly (AOL Session)

## Classifiche
| Paese  | Posizione raggiunta (2006) |
| ------ | -------------------------- |
| Italia | 12                         |